# 대니 에인지

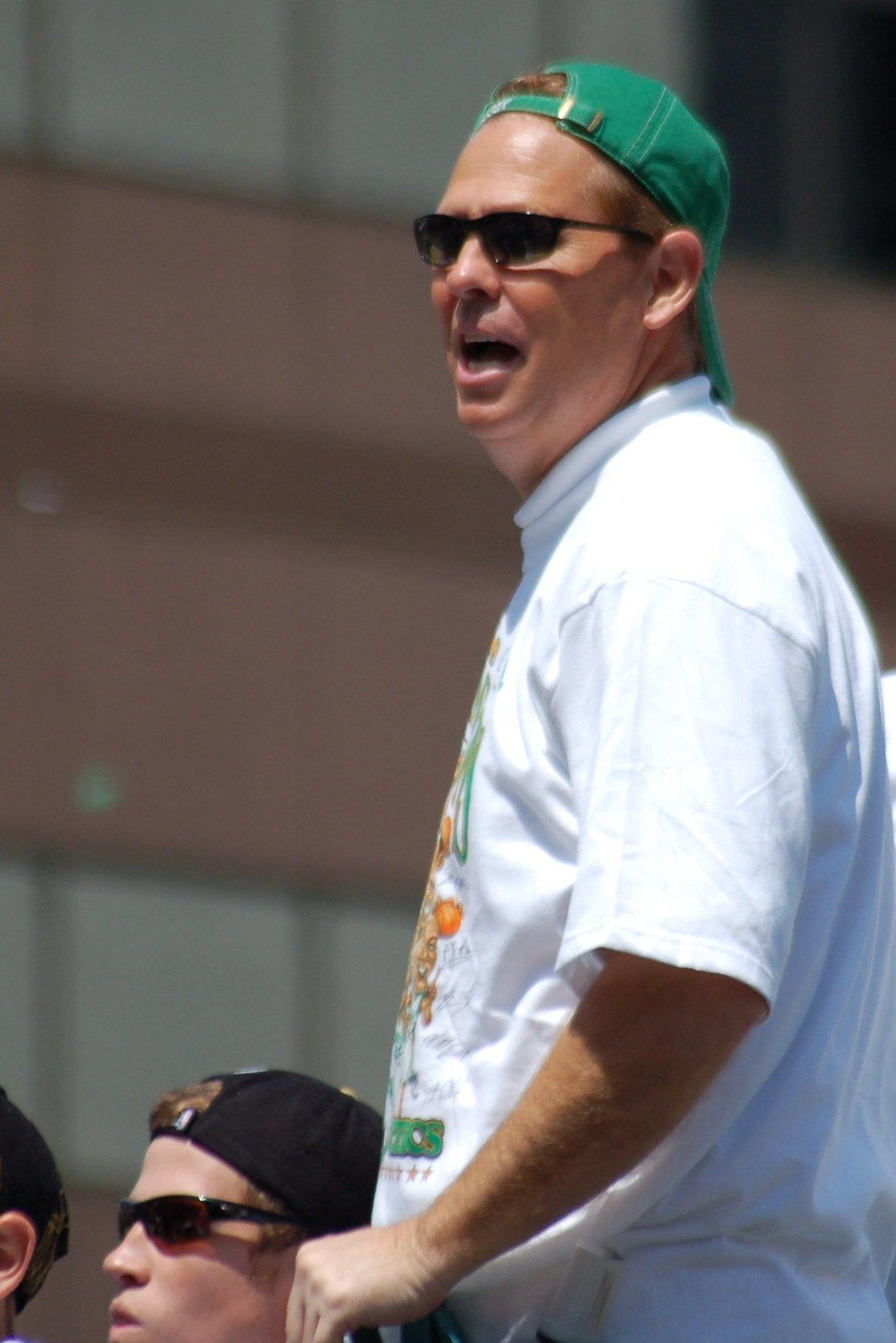

대니 에인지(Danny Ainge, 본명: 다니엘 레이 에인지, Daniel Ray Ainge, /ˈeʒndʒ/ AYNJ, 1959년 3월 17일 ~ )는 미국의 전직 프로 농구 선수, 코치, 프로 야구 선수로 NBA(전미 농구 협회) 유타 재즈의 임원이다. 보스턴 셀틱스의 단장으로 18년 동안 경력을 쌓은 동안 에인지는 팀 재건을 돕고 캡 공간을 확보하기 위해 과감한 조치를 취한 것으로 유명했다. 2003년부터 2021년 은퇴할 때까지 셀틱스의 농구 운영 사장을 역임했다.
고등학교 시절 3가지 스포츠 스타였던 에인지는 미식축구, 농구, 야구 부문의 올아메리카 팀에 이름을 올렸다. 브리검 영 대학교에서 그는 올해의 전국 농구 대학 선수로 선정되었으며, 가장 뛰어난 남자 대학 농구 선수에게 수여되는 존 R. 우든 어워드(John R. Wooden Award)를 수상했다. 대학에 있는 동안 에인지는 메이저 리그 베이스볼(MLB)의 토론토 블루제이스에서 세 시즌을 뛰었으며 주로 2루수로 활약했다. 그 후 그는 1981년 셀틱스에 의해 NBA에 드래프트되었다. 에인지는 NBA에서 14시즌 동안 셀틱스, 포틀랜드 트레일블레이저스, 새크라멘토 킹스, 피닉스 선즈에서 주로 슈팅 가드로 뛰었다. 그는 셀틱스의 경영진에 합류하기 전에 3시즌 동안 선즈의 코치를 맡았으며 에인지는 세 번의 NBA 챔피언십 우승(선수로서 두 번, 팀 임원으로서 한 번)을 달성했다. 그의 선수 경력 동안 에인지는 1988년 올스타 게임에 출연했다. 2008년 NBA 올해의 임원으로 선정되었다.

## 어린 시절
오리곤주 유진 (오리건주)에서 태어나고 자란 에인지는 노스유진고등학교의 멀티 스포츠 스타였다. 1976년과 1977년에 하이랜더스의 농구 팀을 연속 AAA 주 타이틀로 이끌었고 두 해 동안 전주에서 영예를 얻었으며 와이드 리시버에서 오레곤 최고의 축구 신병 중 한 명으로 간주되었다. 3학년 때 에인지는 1977년 퍼레이드 하이스쿨 올미아메리카(Parade High School All-America) 팀에 지명되었으며 축구, 농구, 야구에서 고등학교 1군 올 아메리칸 팀이 된 유일한 사람이다.